# استقالة جابر (فلم)
استقالة جابر فيلم كوميدي وإثارة مصري بطولة سمير غانم - عايدة رياض - دينا - عماد محرم. من إنتاج عام 1992. ومن إخراج أحمد صقر.

## القصة
يستقيل الشاب الريفي جابر من وظيفته ويسافر إلى القاهرة للاشتراك في مسابقة للقصة وهناك يتعرف على عبد الحميد مدير شركة استيراد يتخذها ستاراً للتجارة في الهيروين.

## فريق العمل
- الإخراج: أحمد صقر.
- التأليف: محمد علي عرابي.

### بطولة
- سمير غانم - عايدة رياض - دينا - عماد محرم - علي قاعود - إيمان صلاح الدين.

## وصلات خارجية
- ا